# حوض سنگی
حوض سنگی، ساعت سنگی یا ساته بردینه اثری تاریخی و یک حوض مدور تراشیده‌شده از سنگ است که در گوشه‌ای از پارک شهر هرسین در شهرستان هرسین استان کرمانشاه، در دامنۀ کوه دیوانگاه در شمال هرسین قرار دارد.

## ویژگی‌ها
حوض سنگی از سنگ یکپارچه به شکل دایره تراشیده شده‌است. در قسمت شمالی آن یک پیش‌رفتگی به‌صورت مستطیل به ابعاد ۴ در ۲۰ سانتیمتر وجود دارد. قطر دهانۀ حوض ۳/۸۶ و عمق آن ۶۶ سانتیمتر است. در وسط خوض مخروطی ناقص قرار دارد که به فواره شباهت دارد. محیط زیرین این مخروط ۴/۲۴ و ارتفاع آن ۶۶ سانتیمتر است. قسمت زیرین این مخروط ناقص به‌صورت یک دوازده ضلعی منتظم تراشیده شده‌است. همچنین بخش فوقانی آن نیز به شکل دایره‌ای با کنگره‌های دوازده ضلعی تراشیده شده‌است.

## کاربری
دربارۀ کاربری حوض سنگی احتمال‌های زیادی مطرح شده‌است. مردم بومی از دیرباز این حوض را با نام ساته بردینه به معنای ساعت سنگی می‌شناخته‌اند و در گذشته برای تقسیم آب نهرهای منشعب از سرآب هرسین از طلوع آفتاب تا غروب از کنگره‌های دوازده ضلعی مخروط وسط حوض به عنوان ساعت استفاده می‌کرده‌اند.
محمدرضا همزه‌ای نیز حوض سنگی را یکی از مهم‌ترین نمونه‌های سیستم آب‌رسانی به جامانده از دوران ساسانی دانسته که ظاهراً برای کاخی که در کنار سرآب هرسین قرار داشته ساخته شده‌است.